# Paul Heider

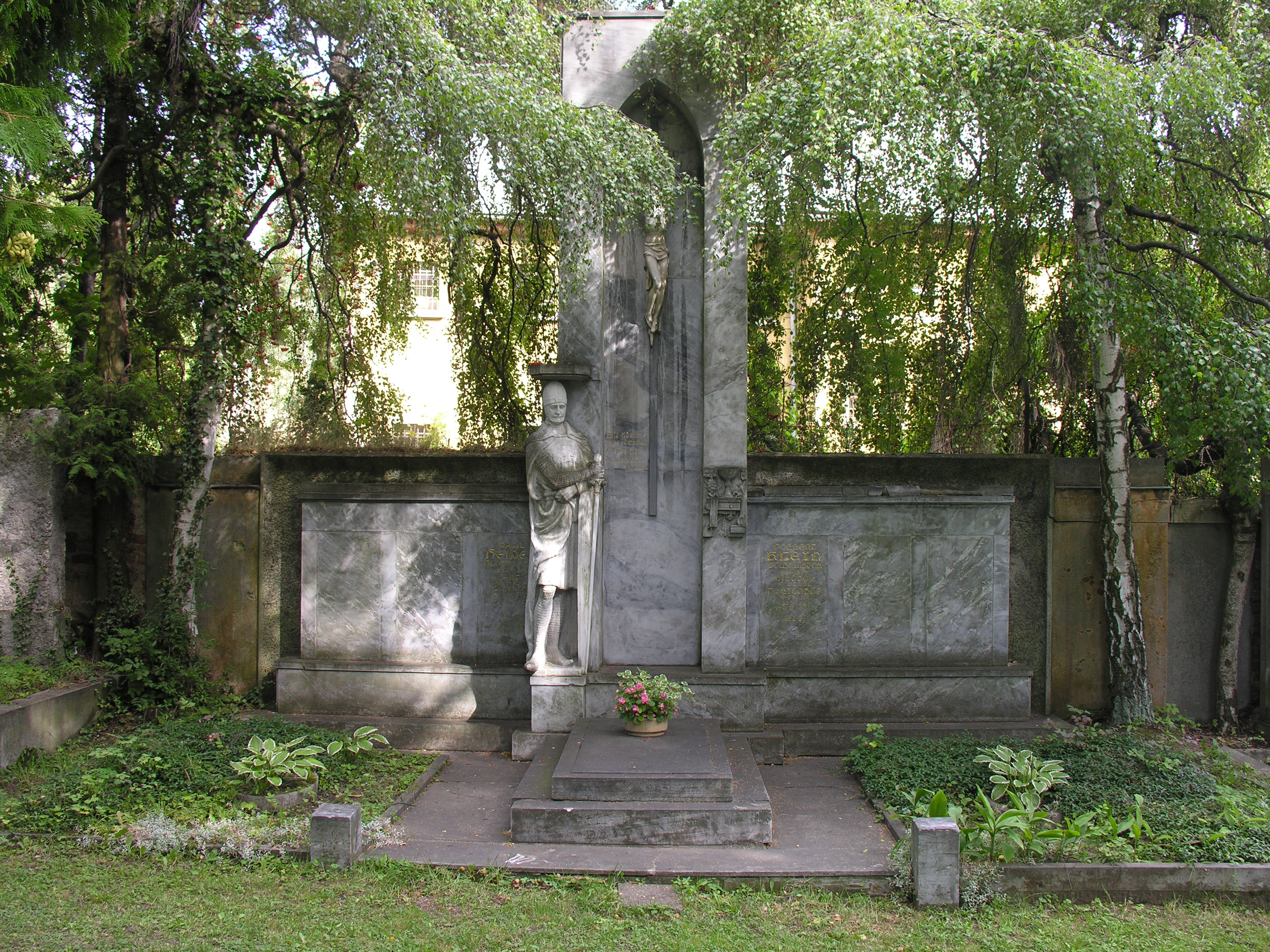
Grabmal des Paul Heider in Freudenthal, er liegt bestattet neben seinem Vorgänger als Hochmeister Norbert Johann Klein

Paul Heider (* 21. Juni 1868 in Adamsthal, Österreichisch-Schlesien; † 25. Januar 1936 in Troppau, Mährisch-Schlesien,  Tschechoslowakei) war ein Theologe und zwischen 1933 und 1936 Hochmeister des Deutschen Ordens.

## Leben

### Ausbildung und erste Tätigkeit
Als Alois Heider geboren, stammte er aus einfachsten Verhältnissen und besuchte die Volksschule in Engelsberg, wo er die Förderung eines Priesters aus dem Deutschen Orden erfuhr. Dieser ermöglichte ihm den Besuch des Untergymnasiums in Freudenthal. 1884 trat er in das erzbischöfliche Knabenseminar in Kremsier ein. 1886 trat er in das Noviziat des Deutschen Ordens ein und wählte den Ordensnamen Paul. 1889 legte er die beste Reifeprüfung im Land Mähren ab. Nach theologischen Studien an der Universität Innsbruck empfing er am 26. Juli 1892 die Priesterweihe. Nach Kaplansjahren im Altvatergebirge kam er 1896 nach Freudenthal, wo er auch Präses des Gesellenvereins war. Unter seiner Leitung wurde hier das Vereinshaus des katholischen Gesellenvereins vollendet und 1899 eingeweiht. Nach drei Jahren als Pfarrer von Würbenthal kehrte er 1909 nach Freudenthal zurück, wo er Pfarrer und Dechant des Dekanates Freudenthal wurde.

### Propst von Troppau
Im November 1916 folgte er dem zum Bischof von Brünn ernannten Norbert Johann Klein als Propst der Mariä-Himmelfahrt-Kirche von Troppau.
Nach dem Ersten Weltkrieg engagierte Heider sich politisch in verschiedenen Institutionen, für die Deutsche Christlich-Soziale Volkspartei und für die in Troppau und später in Jägerndorf erscheinenden katholischen Zeitungen Das Volk und Deutsches Wochenblatt. Im Ergebnis des Ersten Weltkrieges wurden in der neu entstandenen Tschechoslowakischen Republik die zuvor zweisprachigen Lehranstalten getrennt und überwiegend zu rein tschechischen Einrichtungen. Dadurch stand den deutschen Seminaristen auch das Seminar in Kremsier nicht mehr offen. Heider, der sich schon früher vergeblich um die Errichtung eines Internats für das Gymnasium in Freudenthal bemüht hatte, setzte sich nun für die Errichtung eines deutschen Knabenseminars am gleichen Ort ein. Eine Lotterie, ein Benefiztheaterstück des Heimatschriftstellers Viktor Heeger und eine Baugrundschenkung des Deutschen Ordens trugen zur Finanzierung bei. Vor der Einweihung im August 1926 kam es zu einem Konflikt zwischen dem Bauverein unter Heiders Leitung und dem Olmützer Erzbischof Leopold Prečan, in dem Bischof Norbert Klein vermittelte. Während seiner Zeit als Propst wurden ihm die für Ordensleute ungewöhnlichen Titel eines Monsignore und Päpstlichen Ehrenprälaten verliehen.

### Hochmeister
Am 31. Mai 1933 wurde Paul Heider vom Ordenskapitel einstimmig als Nachfolger des verstorbenen Norbert Klein zum Hochmeister gewählt. Am 17. Oktober 1933 spendete ihm der Olmützer Weihbischof Josef Schinzel die Benediktion. Als Hochmeister residierte Paul Heider in Freudenthal und setzte sich unter anderem für die Seligsprechung von Peter Rigler ein, ebenso wie für die Ausbildung von Laien innerhalb des Ordens. Nach seinem Tod am Fest Pauli Bekehrung 1936 wurde er im Freudenthaler Hochmeistergrab neben seinem Vorgänger beigesetzt.